# Річковий стік
Річкови́й стік — стік води у процесі її кругообігу в природі у формі стікання по річковій сітці. Для окремої річки — це кількість води, що протікає у її річищі за певний проміжок часу. 
Річковий стік виражають через такі показники: витрата води, об'єм стоку, модуль стоку, шар стоку. 
За режимом річковий стік середніх і малих річок України поділяється на 14 гідрологічних областей та дві гірські гідрологічні країни; пересічна багаторічна величина загального річкового стоку (крім Дунаю) становить 87,1 км³/рік (дані до 1993 року). 